# Ardabil-Teppich (Zwillingspaar)

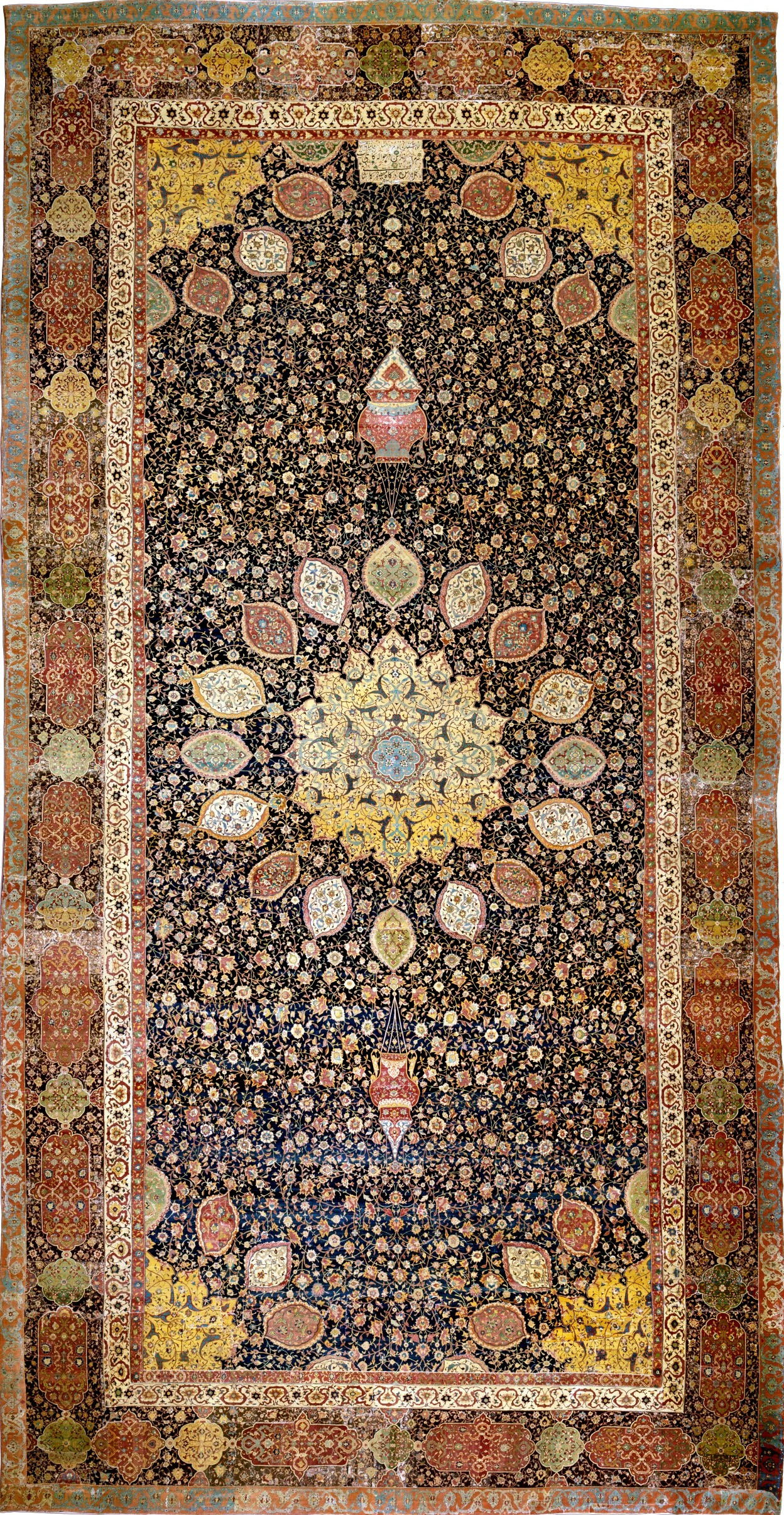
Der Ardabil-Teppich im Victoria and Albert Museum in London aus dem Jahr 1539/1540

Als Ardabil-Teppich, auch Ardebil-Teppich (persisch قالی اردبیل, DMG qālī-ye Ardabīl), werden zwei berühmte iranische Perserteppiche aus dem 16. Jahrhundert bezeichnet, die sich im Victoria and Albert Museum (V&A) in London und im Los Angeles County Museum of Art (LACMA) in Los Angeles befinden.
In beide Teppiche ist das Datum 946 d.H. eingeknüpft, das entspricht 1539/40 n. Chr. Sie gelten daher als die ältesten datierten Perserteppiche der Welt.

## Geschichte
Die Teppiche wurden während der Herrschaft des Safawiden-Schahs und Kunstmäzens Tahmasp I. nach etwa vier Jahren Knüpfzeit 1539/40 n. Chr. fertiggestellt. Die lange Herstellungszeit spricht für einen königlichen Auftrag, das Medaillon-Motiv weist auf Täbris als Herstellungsort hin, Sitz des safawidischen Königshofes bis 1555. Es gibt unterschiedliche Theorien, für welchen Ort die Teppiche gefertigt wurden. Das V&A und das LACMA nehmen gemäß jüngsten Forschungsergebnissen an, dass die Zwillingsteppiche als königliche Geschenke für das Grabheiligtum des Safi ad-Din in Ardabil gefertigt wurden. Mit einer Länge von jeweils etwa 10 Metern und einer Breite von 5 Metern sollten sie den Raum unter der Kuppel der Dschannat Sara, einem der von Schah Tahmasp fertiggestellten neuen Gebäude des Schreins, perfekt ausfüllen. Dieser große Raum wurde von Tahmasp 1544 sicherlich als königlicher Empfangssaal genutzt, als er den im Exil lebenden Mogulkaiser Humayun zu einem Besuch des königlichen Schreins einlud.
Einige Fachleute bezweifeln, dass die Teppiche für das Grabheiligtum in Ardabil angefertigt wurden, unter anderem da sie nicht in den dortigen Schrein passen würden. Sie stimmen auch nicht mit den Teppichen überein, die in einem Inventar von 1795 beschrieben sind. Vielmehr würden die beiden Teppiche, in ihrer mutmaßlichen Originalgröße, in einen Raum des bedeutenderen Imam-Reza-Schreins in Maschhad passen.
1888 erwarb der britische Teppichproduzent Ziegler and Company in Manchester, der Niederlassungen in Täbris und Sultanabad hatte, die beiden stark abgenutzten Teppiche von dem Grabheiligtum in Ardabil, möglicherweise durch die Vermittlung des in Täbris lebenden Teppichhändlers Hildebrand Stevens. 1889/90 ließen die Verantwortlichen Restaurierungsarbeiten an dem durch Erdbeben beschädigten Schrein ausführen. Es wird angenommen, dass der Verkauf der Teppiche diese Arbeiten finanzieren sollte. Ziegler restaurierte einen der Teppiche unter Verwendung des anderen. 1892 wurde der restaurierte Teppich im Ausstellungsraum der Londoner Firma Vincent J. Robinson & Co. Ltd. ausgestellt. Robinson & Co. hatte Ziegler die beiden Teppiche zuvor abgekauft.

## Der Teppich in London

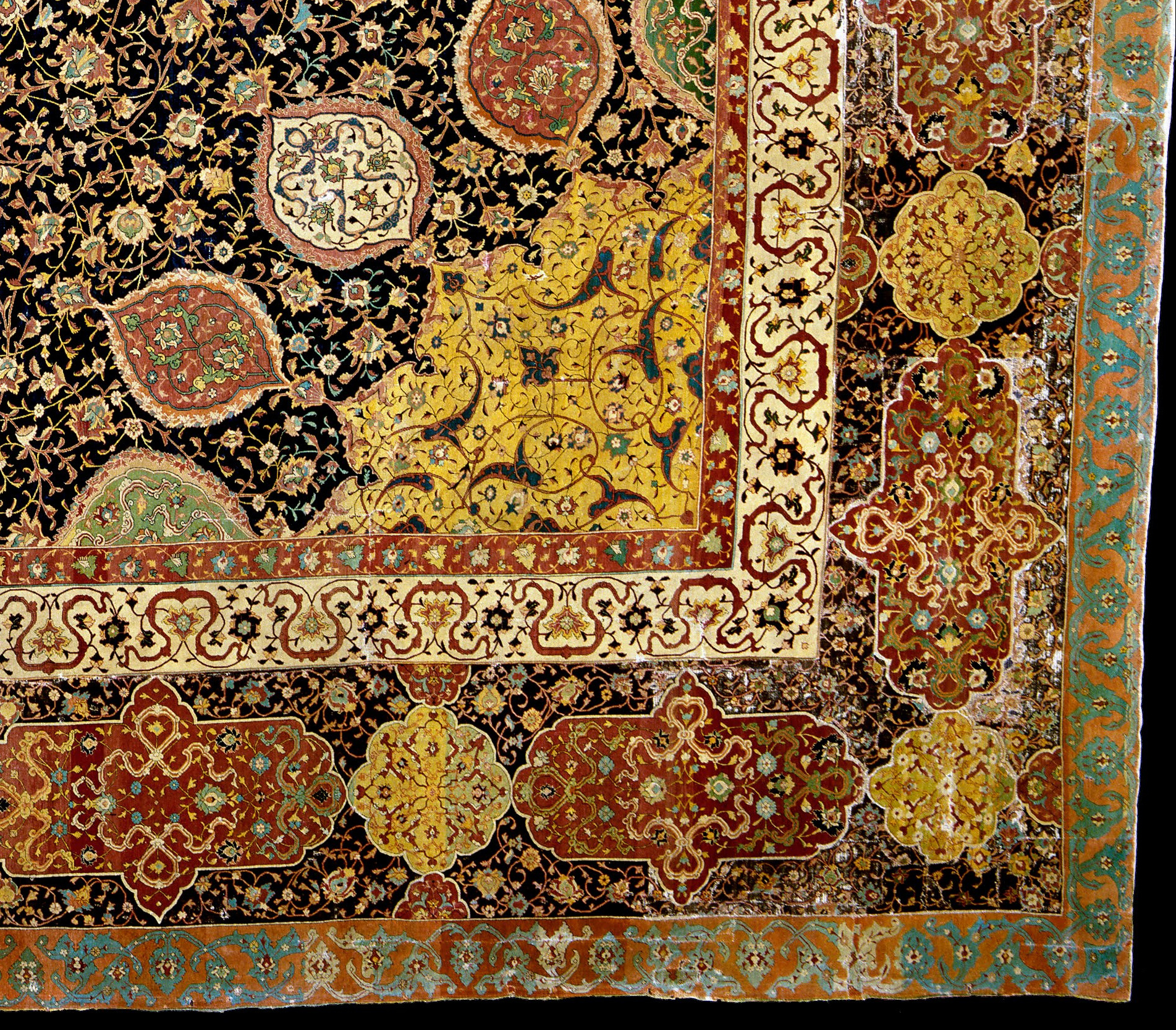
Detail des Ardabil-Teppichs im V&A

Das V&A erfuhr von dem restaurierten Ardabil-Teppich erstmals durch den wohlhabenden Sammler John Edward Taylor im Sommer 1892. Das Museum bot Edward Stebbing, dem Direktor von Robinson & Co., für den Teppich 1.500 Pfund an, dieser verlangte jedoch 1.750 Pfund. Taylor bot sich an, die Summe mithilfe von privaten Spendern zu sammeln. Die beiden einflussreichen Kunstgutachter William Morris (der selbst anbot, 20 Pfund beizutragen) und Frederic Leighton sprachen sich im März 1893 dafür aus, den höheren Preis zu akzeptieren. Im selben Jahr verkaufte Stebbing dem V&A, damals South Kensington Museum, den Ardabil-Teppich als „Heiliger Teppich der Moschee in Ardebil“, wobei er die „Außergewöhnlichkeit des Teppichs und seine Herkunft als Produkt des königlichen Ateliers von Schah Tahmasp, das für den Schrein der Safawiden-Dynastie in Ardabil hergestellt wurde“ betonte. Das Museum wusste nichts von der Existenz des zweiten Teppichs.
Nach dem Ankauf wurde der Teppich auf einen Leinengrund aufgebracht und mit Seidenfäden weiter repariert. Bis 1974 hing er in der Dauerausstellung des Museums. Nach seiner Abnahme wurde er in Birmingham auf einer speziell gebauten Rampe nass gereinigt. Nach einer erneuten Restaurierung war er abermals bis 2004 im Victoria and Albert Museum hängend zu sehen. 2006 wurde die neue Dauerausstellung eröffnet, wo der Ardabil-Teppich nun erstmals liegend unter einem Glaspavillon gezeigt wurde, als zentrales Werk in der Hauptgalerie für Islamische Kunst.

### Beschreibung
Der Teppich misst an den längsten Stellen 1044 auf 535,5 Zentimeter und weist eine durchschnittliche Knotendichte von 5.300 Knoten pro Quadratdezimeter auf. Insgesamt beinhaltet der Teppich über 61,5 m² gut 26 Millionen Knoten. Der Teppichgrund besteht in Schuss und Kette aus weißer Seide, der Flor aus Wolle in zehn verschiedenen Farben, geknüpft mit dem für Perserteppiche typischen Sennehknoten. Das Muster des Teppichs ist außergewöhnlich dicht und ornamenthaltig und liegt auf indigoblauem Grund. Die Gesamtkomposition suggeriert nach Auffassung vieler Betrachter die „Illusion eines Himmelszeltes, bespickt von Sternen (in Form von gläsernen Moschee-Lampen), die sich in einem Wasserbad spiegeln, das selbst voll ist von der treibenden Blütenpracht der Lotosblumen“.

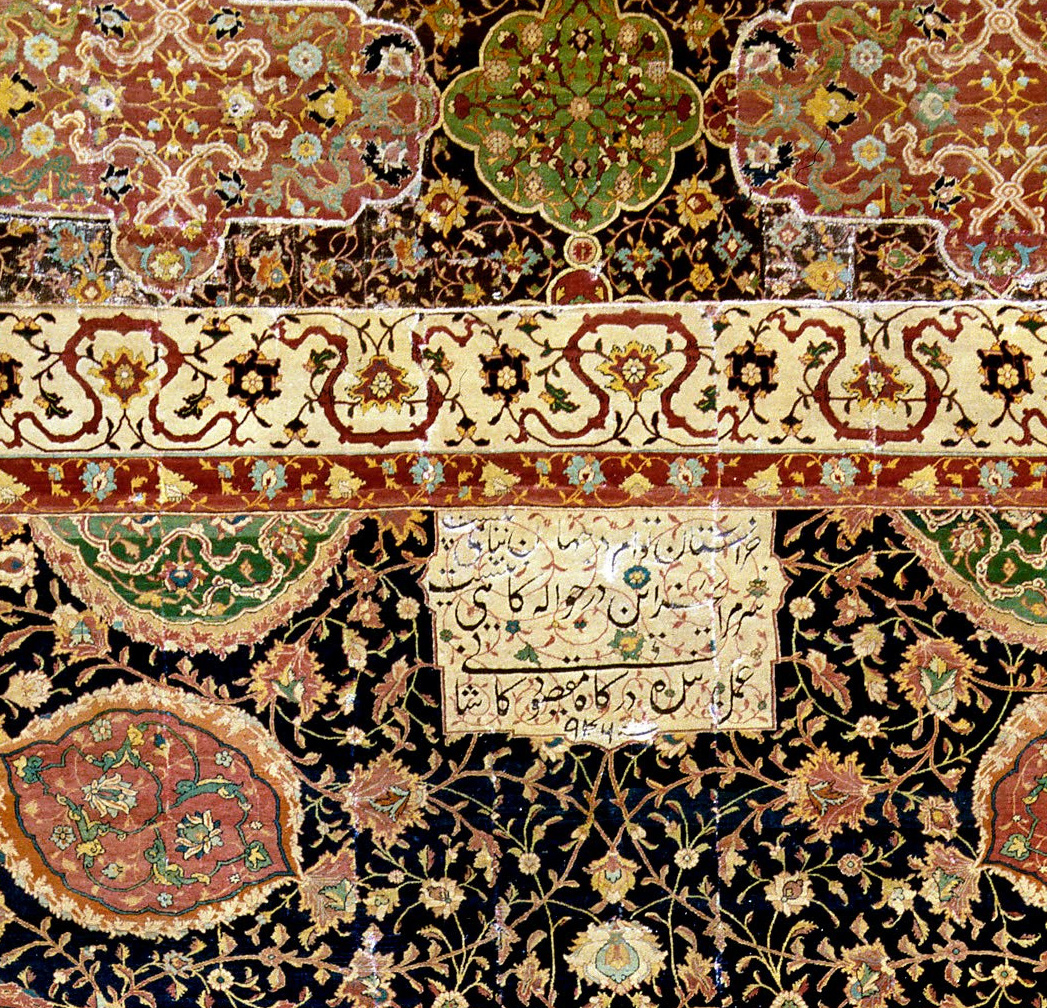
Dreizeilige Inschriftkartusche auf dem Londoner Teppich, unten mittig die Jahreszahl

Der Teppich weist an einem Ende auf weißem Grund eine Inschrift in Nastaʿlīq auf (Text auf persisch جز استان توام در جهان پناهی نیست سرمرا بجز این در حواله گاهی نیست عمل بنده درگاه مقصود کاشانی946, ‚Außer deinem Zufluchtsort gibt es für mich keine Zuflucht auf dieser Welt. Außer hier gibt es keinen Platz für meinen Kopf. Die Arbeit eines Dieners des Hofes, Maqsud von Kashan, 946‘). Bei den ersten beiden Zeilen handelt es sich um Verse aus einem Ghasel des persischen Dichters Hafis. Die dritte Zeile ist eine Art Signatur des Künstlers oder Knüpfmeisters Maqsud Kaschani (d. h. „aus Kaschan“) und die islamische Jahreszahl 946 (entspricht 1539/40 n. Chr.).
Das mittlere Medaillon ist gelb gehalten und gefüllt mit sich entrollenden Ranken, die aus kräftigen Zweigen herausstreben und mit prächtig gebogenen Wolkenbändern verflochten sind, die das blaue Feld des Zentrums anstreben. An den Blattspitzen hängen sechzehn Schmuckelemente (ogees), die sternförmig ausgerichtet sind. Die auf der Hauptachse gelegenen Elemente weisen einen grünen Grund auf. Andere haben einen roten oder weißen Grund.
Das Gesamtensemble um das Medaillon flankieren zwei unterschiedlich große rote Moscheeampeln, die mit floralen Strukturen aufgefüllt sind. Diese sind an vier Kettengliedern der ogees der Hauptachse aufgehängt. Heute erkennen Fachleute in der unterschiedlichen Größe der Lampenmotive eine stilistische Absicht des Herstellers: Wird der Betrachtungswinkel des Teppichs von der Seite des kleineren Lampenmotivs aus eingenommen, wirken beide gleich groß. In den Zwickeln des Teppichs tauchen Ausschnitte des Medaillons erneut auf, jedoch ohne Andeutung eines Lampenmotivs. Das indigoblaue Hauptfeld des Teppichs ist angefüllt mit floralen Motiven und weist eine hohe gestalterische Komplexität auf.
Die Bordürenkanten verlaufen links und rechts der Hauptachse des Teppichs seltsamerweise unsymmetrisch. Rote Zierrahmen und grüne Vielpassmotive wechseln in stetiger Reihenfolge, jedoch auf unterschiedlicher Höhe des Teppichs im linken beziehungsweise rechten Verlauf der Bordüre ab. Im Außenband der Bordüre weisen die Palmetten trotz gleichmäßigen, reziproken Verlaufs unterschiedliche Konzeptionen auf.

## Der Teppich in Los Angeles

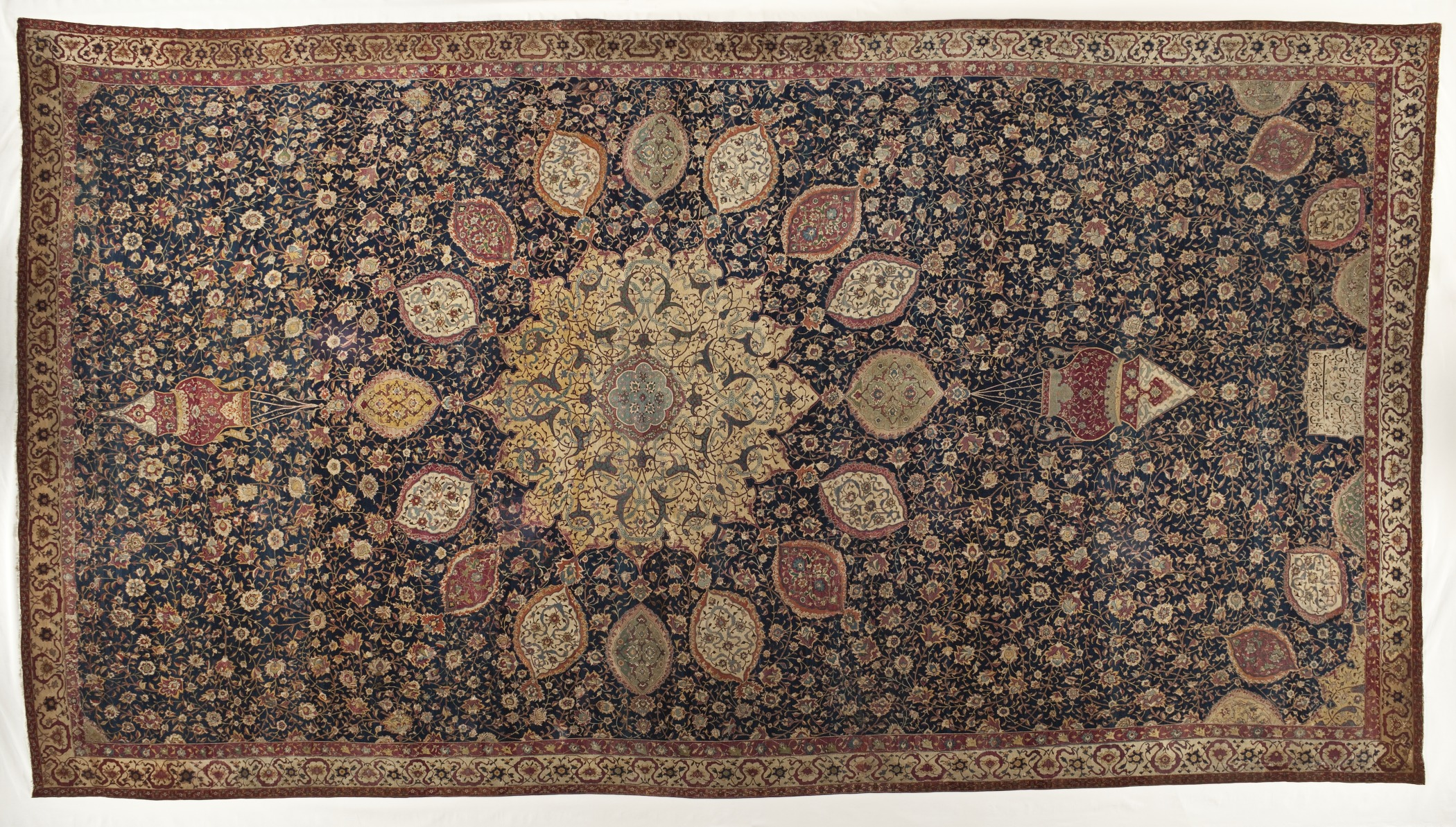
Der Ardabil-Teppich im LACMA

Die Firma Vincent J. Robinson & Co. Ltd. verkaufte den zweiten Teppich 1892 für 80.000 US-Dollar an den amerikanischen Tycoon Charles Tyson Yerkes, wohl unter der Bedingung, dass der Teppich nicht nach Großbritannien zurückkehren sollte. Nach Yerkes’ Tod wurde der Teppich 1910 an Joseph Raphael De Lamar in New York City verkauft. Dessen Tochter Alice De Lamar verkaufte den Teppich 1919 wiederum an den Kunsthändler Joseph Duveen. Dieser wollte den Teppich nicht verkaufen, verlieh ihn aber 1931 für eine gefeierte Ausstellung persischer Kunst an das Burlington House in London. Der amerikanische Industrielle J. Paul Getty sah den Teppich dort. Nach jahrelangem Drängen und in Anbetracht des drohenden Krieges verkaufte Duveen den Teppich 1938 für 70.000 USD an Getty. Dieser nutzte den Teppich zunächst in seiner New Yorker Wohnung. Ein Angebot des ägyptischen Königs Faruq, den Teppich für über 250.000 USD zu erwerben, schlug er aus. Faruq wollte das Sammlerstück als Hochzeitsgeschenk für seine Schwester Fausia anlässlich ihrer Eheschließung mit Mohammad Reza Pahlavi erwerben. Getty schenkte den Teppich 1953 dem Los Angeles County Museum of Art.

### Beschreibung
Der im englischen Sprachgebrauch gerne als „secret carpet“ reputierte Zwilling des Londoner Exemplars ist schmaler und damit kleiner. Seine Maße sind 718,8 auf 400 Zentimeter, er enthält insgesamt 35 Millionen Knoten. Mit durchschnittlich 350 Knoten pro Quadratinch ist er nur unwesentlich dichter geknüpft als das Londoner Exemplar. Wie das Londoner Exemplar enthält er eine Inschrift mit der Datierung und Nennung des Knüpfmeisters. Es wird angenommen, dass etwa acht bis zehn Knüpfer rund drei Jahre an seiner Fertigstellung arbeiteten. Heute weist er keine Bordüren mehr auf, es fehlen ganze Teile des Teppichs. Er ist teils rekonstruiert und wurde teils aufgebessert durch Fragmente, die von Zeit zu Zeit auftauch(t)en. Andere Fragmente wurden zu Sonderschaustücken diverser Museen, unter anderem dem Museum Rietberg in Zürich, der Burrell Collection in Glasgow oder das Teppichhaus „Carl Zopf“ in Stuttgart.

## Rezeption
Die beiden Teppiche sind die bedeutendsten im Iran geschaffenen Perserteppiche. Nach ihrem Bekanntwerden wurden sie zigfach in verschiedenen Größen und Techniken kopiert. Ein sogenannter „Ardabil“ schmückt heute beispielsweise das Residenzzimmer des Premierministers des Vereinigten Königreichs in der 10 Downing Street. Adolf Hitler hatte einen „Ardabil“ in seinem Berliner Büro.